# جولس (غزة)
جولس قرية فلسطينية كانت تقع شمال شرقي غزة تهجرت عام 1948. أنشئت مستعمرة هوديا على أراضي القرية في سنة 1949 إلى الجنوب الغربي من الموقع.

## حول القرية
جولس بلدة تقع إلى الشمال الشرقي من مدينة غزة، وتبعدعنها 26 كم وترتفع 50م عن سطح البحر. وتبلغ مساحة اراضيها 13584 دونما، وتحيط بها قرى السوافير، عبدس، المجدل، وقدر عدد سكانها عام 1922، (481) نسمة، وفي عام 1945 (1030) نسمة. ويوجد بها جامع، مقام الشيخ خير وهو مجاهد في الحروب الصليبية، وانشئت مدرسة القرية عام 1927، كما يوجد بها اثار قديمة، وخربة الذراع، وخربة رسم الفرش. قامت المنظمات الصهيونية بهدم القرية وتشريد اهلها البالغ عددهم عام 48 (1195) نسمة، وكان ذلك في 28/ 5/ 1948 ويبلغ مجموع اللاجئين من هذه القرية في عام 1998 حوالي(7337) نسمة.

## القرية اليوم
لم يبق منها سوى بعض المنازل وهي مبنية بالأسمنت في معظمها ولها خصائص معمارية بسيطة، أي سقوف مسطحة وأبواب ونوافذ مستطيلة. ولأحد المنازل طبقتان ولآخر علية (وهي إما غرفة نوم صاحب المنزل وإما غرفة ضيافة وكانت توجد عادة في منازل القرويين الأيسر حالا وترمز إلى الثراء والجاه). ويقيم يهود في أحد منازل الجزء الجنوبي الغربي من الموقع. وينمو بعض نبات الصبار وأشجار الجميز والنخيل في الموقع وقد غرست الحمضيات في جزء منه. أما المعسكر الذي بناه البريطانيون فيستعمله الجيش الإسرائيلي الآن، وأما الأراضي المجاورة فيستغلها المزارعون الإسرائيليون.

## روابط خارجية

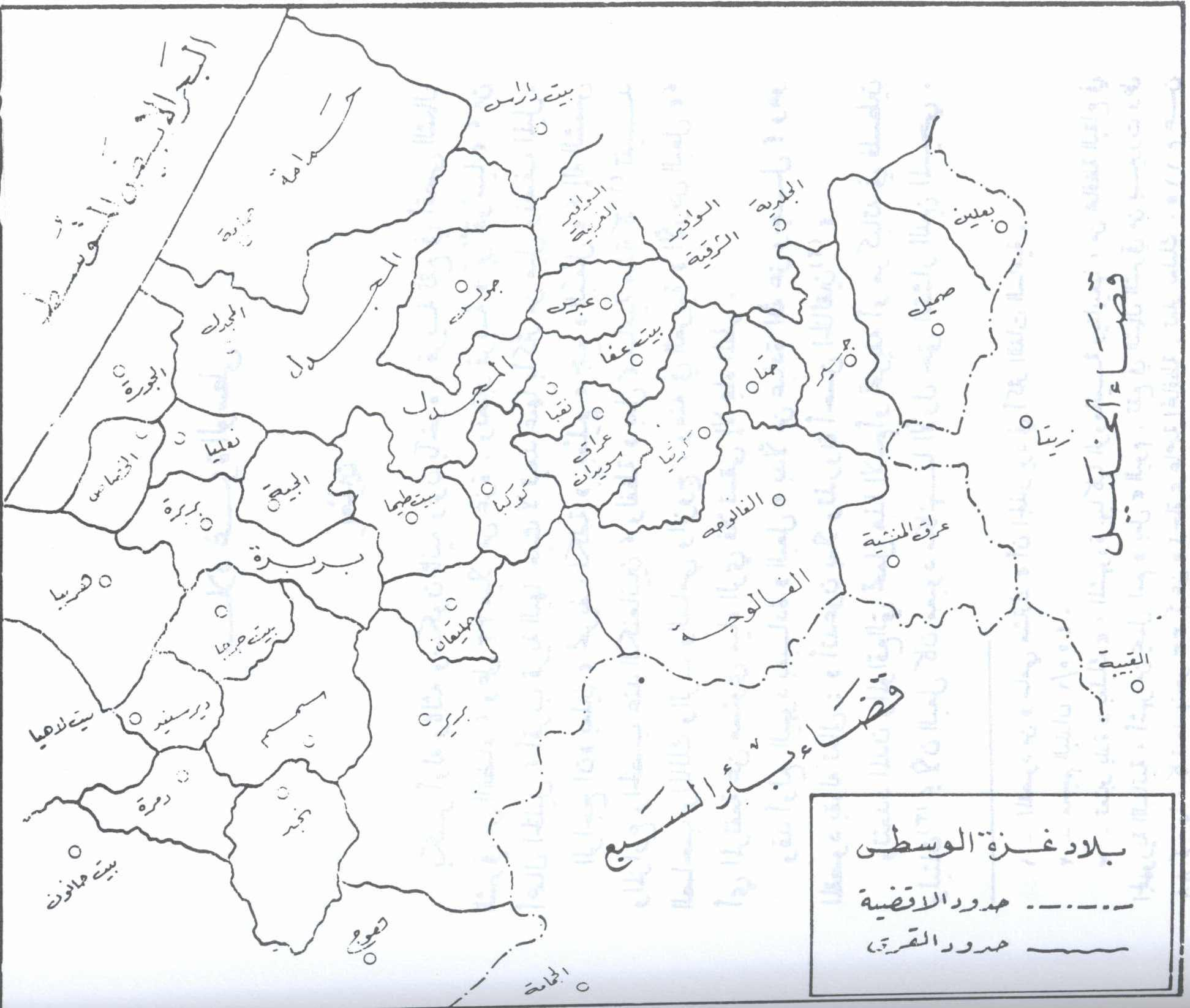
خريطة جولس